# Tornei di tennis femminili indipendenti nel 1972
Nel 1972 alcuni tornei di tennis femminili facevano parte del Virginia Slims Circuit 1972, altri del Women's International Grand Prix 1972, ma la maggior parte non era inserito in nessuno dei 2 circuiti.

## Calendario

### Dicembre 1971
| Settimana        | Torneo                                                            | Vincitore                                  | Finalista                        | Semifinalisti              | Eliminati ai quarti                                             |
| ---------------- | ----------------------------------------------------------------- | ------------------------------------------ | -------------------------------- | -------------------------- | --------------------------------------------------------------- |
| 27 dicembre 1971 | Australian Open 1972 Melbourne, Australia Erba Singolare - Doppio | Virginia Wade 6-4, 6-4                     | Evonne Goolagong Cawley          | Helen Gourlay Kerry Harris | Barbara Hawcroft Ol'ga Morozova Gail Chanfreau Patricia Coleman |
| 27 dicembre 1971 | Australian Open 1972 Melbourne, Australia Erba Singolare - Doppio | Helen Gourlay Cawley Kerry Harris 6-0, 6-4 | Patricia Coleman Karen Krantzcke | Helen Gourlay Kerry Harris | Barbara Hawcroft Ol'ga Morozova Gail Chanfreau Patricia Coleman |

### Gennaio
| Settimana  | Torneo                                                                                   | Vincitore                                             | Finalista                          | Semifinalisti | Eliminati ai quarti |
| ---------- | ---------------------------------------------------------------------------------------- | ----------------------------------------------------- | ---------------------------------- | ------------- | ------------------- |
| gennaio    | Red Army Open 1972 Minsk, Unione Sovietica Campo indoor Singolare - Doppio               | Anna Dmitrieva 6-4 6-2                                | Marina Chuvyrina                   |               |                     |
| gennaio    | Red Army Open 1972 Minsk, Unione Sovietica Campo indoor Singolare - Doppio               | Marina Chuvyrina Anna Dmitrieva 6-3 3-6 6-1           | L. Novoshinskaya Anna Yeremeyeva   |               |                     |
| 1º gennaio | Eastern Province Championships 1972 Port Elizabeth, Sudafrica Cemento Singolare - Doppio | Linda Tuero 6-1 6-2                                   | Sharon Walsh                       |               |                     |
| 1º gennaio | Eastern Province Championships 1972 Port Elizabeth, Sudafrica Cemento Singolare - Doppio | Brenda Kirk Patricia Walkden-Pretorius 6-4 1-6 6-2    | Jeanine Lieffrig Patti Hogan       |               |                     |
| 2 gennaio  | Canterbury Championships 1972 Christchurch, Nuova Zelanda Singolare - Doppio             | Mary Struthers 6-4 6-2                                | Marilyn Pride                      |               |                     |
| 2 gennaio  | Canterbury Championships 1972 Christchurch, Nuova Zelanda Singolare - Doppio             |                                                       |                                    |               |                     |
| 3 gennaio  | New South Wales Open 1972 Sydney, Australia Erba Singolare - Doppio                      | Evonne Goolagong Cawley 6-1, 7-6                      | Virginia Wade                      |               |                     |
| 3 gennaio  | New South Wales Open 1972 Sydney, Australia Erba Singolare - Doppio                      | Evonne Goolagong Cawley Melissa Edwards 6-1, 6-2      | Lesley Turner Bowrey Virginia Wade |               |                     |
| 4 gennaio  | Faucombrige Trophy 1972 Valencia, Spagna Terra rossa Singolare - Doppio                  | Ana-Maria Estalella 4-6 6-3 7-5                       | Susan Alexander                    |               |                     |
| 4 gennaio  | Faucombrige Trophy 1972 Valencia, Spagna Terra rossa Singolare - Doppio                  |                                                       |                                    |               |                     |
| 8 gennaio  | Western Province Championships 1972 Città del Capo, Sudafrica Cemento Singolare - Doppio | Patricia Walkden-Pretorius 6-3 6-4                    | Linda Tuero                        |               |                     |
| 8 gennaio  | Western Province Championships 1972 Città del Capo, Sudafrica Cemento Singolare - Doppio | Patti Hogan Jeanine Lieffrig 6-3 9-7                  | Ilana Kloss Linky Boshoff          |               |                     |
| 10 gennaio | North Island Tennis Championships 1972 Hamilton, Nuova Zelanda Singolare - Doppio        | Marilyn Pryde 6-0 6-0                                 | Shelley Monds                      |               |                     |
| 10 gennaio | North Island Tennis Championships 1972 Hamilton, Nuova Zelanda Singolare - Doppio        | Cecelie Fleming Marilyn Pryde 6-2 6-4                 | Ching Ling Chang Mary Struthers    |               |                     |
| 10 gennaio | North Island Tennis Championships 1972 Hamilton, Nuova Zelanda Singolare - Doppio        | Doppio misto: Jo Blakely Armistead Neeley 5-7 6-2 6-3 | Cecelie Fleming Roger Dowdeswell   |               |                     |
| 12 gennaio | Benson & Hedges Open 1972 Auckland, Nuova Zelanda Singolare - Doppio                     | Kerry Melville Reid 6-4 6-0                           | Rosie Casals                       |               |                     |
| 12 gennaio | Benson & Hedges Open 1972 Auckland, Nuova Zelanda Singolare - Doppio                     |                                                       |                                    |               |                     |
| 16 gennaio | Pacific Indoor Tournament 1972 Portland, USA Campo indoor Singolare - Doppio             | Janice Metcalf 6-4 6-4                                | Ann Kiyomura                       |               |                     |
| 16 gennaio | Pacific Indoor Tournament 1972 Portland, USA Campo indoor Singolare - Doppio             |                                                       |                                    |               |                     |
| 16 gennaio | Natal Open 1972 Durban, Sudafrica Cemento Singolare - Doppio                             | Brenda Kirk 6-3 6-3                                   | Patricia Walkden-Pretorius         |               |                     |
| 16 gennaio | Natal Open 1972 Durban, Sudafrica Cemento Singolare - Doppio                             | Greta Delport D. Pattison 6-3 6-4                     | Patti Hogan Jeanine Lieffrig       |               |                     |
| 16 gennaio | Tasmanian Open gennaio 1972 Hobart, Australia Erba Singolare - Doppio                    | Ol'ga Morozova 6-3 6-3                                | Mona Schallau Guerrant             |               |                     |
| 16 gennaio | Tasmanian Open gennaio 1972 Hobart, Australia Erba Singolare - Doppio                    | Mona Schallau Guerrant Janet Young 6-3 6-2            | Ol'ga Morozova Barbara Hawcroft    |               |                     |
| 17 gennaio | Torneo di Auckland 1972 Auckland, Nuova Zelanda Erba Singolare - Doppio                  | Marilyn Pryde-Lawrence 4-6 6-4 7-5                    | Robyn Hunt-Legge                   |               |                     |
| 17 gennaio | Torneo di Auckland 1972 Auckland, Nuova Zelanda Erba Singolare - Doppio                  | Jeanette Amer Robyn Hunt-Legge 3-6 6-2 6-4            | Mary Struthers Ching Ling Chang    |               |                     |
| 17 gennaio | South Australian Open gennaio 1972 Adelaide, Australia Erba Singolare - Doppio           | Evonne Goolagong 7-6, 6-3                             | Ol'ga Morozova                     |               |                     |
| 17 gennaio | South Australian Open gennaio 1972 Adelaide, Australia Erba Singolare - Doppio           | Evonne Goolagong Ol'ga Morozova 6-3, 6-0              | Marilyn Tesch Kerry Ballard        |               |                     |
| 22 gennaio | Rothmans International London 1972 Londra, Gran Bretagna Campo indoor Singolare - Doppio | Joyce Barclay-Williams-Hume 5-7 6-2 7-5               | Winnie Shaw                        |               |                     |
| 22 gennaio | Rothmans International London 1972 Londra, Gran Bretagna Campo indoor Singolare - Doppio | Joyce Barclay-Williams-Hume Winnie Shaw 6-2 7-5       | Patti Hogan Sharon Walsh           |               |                     |
| 23 gennaio | Fort Lauderdale Invitational 1972 Fort Lauderdale, USA Terra rossa Singolare - Doppio    | Laurie Fleming 6-0 6-3                                | Janet Haas                         |               |                     |
| 23 gennaio | Fort Lauderdale Invitational 1972 Fort Lauderdale, USA Terra rossa Singolare - Doppio    | Carrie Fleming Laurie Fleming 4-6 6-3 6-4             | Mary McLean Bunny Smith            |               |                     |
| 23 gennaio | New Zealand Championships 1972 Auckland, Nuova Zelanda Erba Singolare - Doppio           | Mona Schallau Guerrant 6-2 6-0                        | Marilyn Pryde-Lawrence             |               |                     |
| 23 gennaio | New Zealand Championships 1972 Auckland, Nuova Zelanda Erba Singolare - Doppio           | Mona Schallau Guerrant Ann Lebedeff 6-1 6-1           | Robyn Hunt-Legge Jeanette Amer     |               |                     |

### Febbraio
| Settimana   | Torneo                                                                                              | Vincitore                                                        | Finalista                           | Semifinalisti | Eliminati ai quarti |
| ----------- | --------------------------------------------------------------------------------------------------- | ---------------------------------------------------------------- | ----------------------------------- | ------------- | ------------------- |
| febbraio    | Danish Indoors Championships 1972 ?, Danimarca Singolare - Doppio                                   | Lotte Sølbeck                                                    |                                     |               |                     |
| febbraio    | Danish Indoors Championships 1972 ?, Danimarca Singolare - Doppio                                   | Gitte Grage Ejlerskov Mari-Ann Bloch-Jørgensen Klougart          |                                     |               |                     |
| febbraio    | Danish Indoors Championships 1972 ?, Danimarca Singolare - Doppio                                   | Doppio misto: Helle Sparre Carl-Edward Hedelund                  |                                     |               |                     |
| 1º febbraio | Western Australian Open febbraio 1972 Perth, Australia Erba Singolare - Doppio                      | Evonne Goolagong 6-2, 7-5                                        | Ol'ga Morozova                      |               |                     |
| 1º febbraio | Western Australian Open febbraio 1972 Perth, Australia Erba Singolare - Doppio                      | Evonne Goolagong Barbara Hawcroft 3-6, 6-4, 6-3                  | Ol'ga Morozova Janet Young          |               |                     |
| 1º febbraio | Swedish Indoors Championships 1972 Umeå, Svezia Campo indoor Singolare - Doppio                     | Christina Sandberg 6-4 6-4                                       | Ingrid Bentzer                      |               |                     |
| 1º febbraio | Swedish Indoors Championships 1972 Umeå, Svezia Campo indoor Singolare - Doppio                     | Ingrid Bentzer Christina Sandberg 6-0 6-2                        | Anna Dahlberg Isabelle Larsson      |               |                     |
| 1º febbraio | Southwest Australian Championships 1972 Perth, Australia Erba Singolare - Doppio                    | Ol'ga Morozova 6-4 6-2                                           | Janet Young                         |               |                     |
| 1º febbraio | Southwest Australian Championships 1972 Perth, Australia Erba Singolare - Doppio                    |                                                                  |                                     |               |                     |
| 6 febbraio  | Scandinavian Covered Court Championships 1972 Copenaghen, Danimarca Campo indoor Singolare - Doppio | Winnie Shaw 7-5 6-4                                              | Ingrid Bentzer                      |               |                     |
| 6 febbraio  | Scandinavian Covered Court Championships 1972 Copenaghen, Danimarca Campo indoor Singolare - Doppio | Winnie Shaw Joyce Williams 8-6 6-3                               | Ingrid Bentzer Margareta Strandberg |               |                     |
| 6 febbraio  | South Florida Championships 1972 West Palm Beach, USA Terra rossa Singolare - Doppio                | Pam Austin 6-1 6-1                                               | Mary McLean                         |               |                     |
| 6 febbraio  | South Florida Championships 1972 West Palm Beach, USA Terra rossa Singolare - Doppio                |                                                                  |                                     |               |                     |
| 13 febbraio | Parkland Open 1972 Nairobi, Kenya Singolare - Doppio                                                | Gail Sherriff Chanfreau Lovera 6-4 6-0                           | Jackie Fayter-Hough                 |               |                     |
| 13 febbraio | Parkland Open 1972 Nairobi, Kenya Singolare - Doppio                                                | Gail Sherriff Chanfreau Lovera Jenny Hellier 6-3 6-0             | Jackie Fayter-Hough J. Turner       |               |                     |
| 13 febbraio | Parkland Open 1972 Nairobi, Kenya Singolare - Doppio                                                | Doppio misto: Gail Sherriff Chanfreau Lovera Pierre Joly 6-2 5-4 | Jackie Fayter Yashvin Shretta       |               |                     |
| 13 febbraio | Cozon Cup Indoor Championships 1972 Parigi, Francia Campo indoor Singolare - Doppio                 | Rosie Darmon 6-2 6-2                                             | Odile de Roubin                     |               |                     |
| 13 febbraio | Cozon Cup Indoor Championships 1972 Parigi, Francia Campo indoor Singolare - Doppio                 |                                                                  |                                     |               |                     |
| 13 febbraio | New South Wales Hard Court Championships 1972 Grafton, Australia Terra rossa Singolare - Doppio     | Evonne Goolagong Cawley 6-1 6-2                                  | Jan O'Neill                         |               |                     |
| 13 febbraio | New South Wales Hard Court Championships 1972 Grafton, Australia Terra rossa Singolare - Doppio     |                                                                  |                                     |               |                     |
| 14 febbraio | All-Union Winter Championships 1972 Kiev, Unione Sovietica Campo indoor Singolare - Doppio          | Marina Chuvyrina 6-1 6-4                                         | Marina Krošina                      |               |                     |
| 14 febbraio | All-Union Winter Championships 1972 Kiev, Unione Sovietica Campo indoor Singolare - Doppio          | Galina Bakšeeva Marina Chuvyrina 6-3 5-7 6-4                     | Evgenia Biryukova Marina Krošina    |               |                     |
| 18 febbraio | Nyanza Open 1972 Kisumu, Kenya Singolare - Doppio                                                   | Gail Sherriff Chanfreau Lovera walkover                          | Jackie Fayter-Hough                 |               |                     |
| 18 febbraio | Nyanza Open 1972 Kisumu, Kenya Singolare - Doppio                                                   |                                                                  |                                     |               |                     |
| 27 febbraio | Moscow International Indoor Open 1972 Mosca, Unione Sovietica Campo indoor Singolare - Doppio       | Yevgenia Biriukova 6-4 6-3                                       | Anna Dmitrieva Tolstoy              |               |                     |
| 27 febbraio | Moscow International Indoor Open 1972 Mosca, Unione Sovietica Campo indoor Singolare - Doppio       | Ol'ga Morozova Zaiga Yansone 6-3 5-7 6-4                         | Yevgenia Biryukova Marina Krošina   |               |                     |
| 28 febbraio | Kenyan Championships 1972 Nairobi, Kenya Singolare - Doppio                                         | Winnie Shaw 6-2 6-3                                              | Gail Chanfreau                      |               |                     |
| 28 febbraio | Kenyan Championships 1972 Nairobi, Kenya Singolare - Doppio                                         | Gail Chanfreau Jenny Helliar 6-2 6-3                             | Winnie Shaw J Turner                |               |                     |

### Marzo
| Settimana | Torneo | Vincitore                                           | Finalista                     | Semifinalisti | Eliminati ai quarti |
| --------- | --- | --------------------------------------------------- | ----------------------------- | ------------- | ------------------- |
| 1º marzo  | Belgian National Indoors Championships 1972 Bruxelles, Belgio Campo indoor Singolare - Doppio                    | Michèle Gurdal 6-4 6-0                              | Monique Van Haver             |               |                     |
| 1º marzo  | Belgian National Indoors Championships 1972 Bruxelles, Belgio Campo indoor Singolare - Doppio                    | Michèle Gurdal Monique Van Haver 6-4 6-0            | De Witte Chantal Van Gheluwe  |               |                     |
| 5 marzo   | Japanese National Indoors Championships 1972 Tokyo, Giappone Campo indoor Singolare - Doppio                     | Kazuko Sawamatsu 6-2 6-1                            | Naoko Satō                    |               |                     |
| 5 marzo   | Japanese National Indoors Championships 1972 Tokyo, Giappone Campo indoor Singolare - Doppio                     | Kimiyo Hatanaka Kazuko Sawamatsu 6-0 6-2            | Hideko Goto Naoko Satō        |               |                     |
| 5 marzo   | Perth Championships 1972 Perth, Australia Singolare - Doppio                                                     | Christine Matison 6-1 6-3                           | L. Cooper                     |               |                     |
| 5 marzo   | Perth Championships 1972 Perth, Australia Singolare - Doppio                                                     |                                                     |                               |               |                     |
| 12 marzo  | Egyptian International Cairo Championships 1972 Il Cairo, Egitto Terra rossa Singolare - Doppio                  | Gail Sherriff Chanfreau Lovera 6-1 6-2              | Lea Pericoli                  |               |                     |
| 12 marzo  | Egyptian International Cairo Championships 1972 Il Cairo, Egitto Terra rossa Singolare - Doppio                  | Monica Giorgi Lea Pericoli 6-1 6-3                  | Jane O'Hara Janice Tindle     |               |                     |
| 12 marzo  | Sofia International 1972 Sofia, Bulgaria Singolare - Doppio                                                      | Martina Navrátilová 6-1 6-4                         | Mariana Simionescu            |               |                     |
| 12 marzo  | Sofia International 1972 Sofia, Bulgaria Singolare - Doppio                                                      | Martina Navrátilová Zdenka Strnadova 6-3 0-1 ritiro | Bettina Borkert Veronika Koch |               |                     |
| 12 marzo  | Torneo di Wynnum 1972 Wynnum, Australia Singolare - Doppio                                                       | Wendy Turnbull 7-5 6-2                              | Barbara Hawcroft              |               |                     |
| 12 marzo  | Torneo di Wynnum 1972 Wynnum, Australia Singolare - Doppio                                                       |                                                     |                               |               |                     |
| 12 marzo  | South-West Districts Championships 1972 Warrnambool, Australia Singolare - Doppio                                | Janet Young 6-3 ??                                  | Maureen McCalman              |               |                     |
| 12 marzo  | South-West Districts Championships 1972 Warrnambool, Australia Singolare - Doppio                                |                                                     |                               |               |                     |
| 19 marzo  | Egyptian International Alexandria Championships 1972 Alessandria d'Egitto, Egitto Terra rossa Singolare - Doppio | Alena Palmeova West 6-1 6-2                         | Nathalie Fuchs                |               |                     |
| 19 marzo  | Egyptian International Alexandria Championships 1972 Alessandria d'Egitto, Egitto Terra rossa Singolare - Doppio |                                                     |                               |               |                     |
| 20 marzo  | Riviera Championships 1972 Mentone, Francia Terra rossa Singolare - Doppio                                       | Judith Szorenyi 8-6 6-3                             | Margareta Strandberg          |               |                     |
| 20 marzo  | Riviera Championships 1972 Mentone, Francia Terra rossa Singolare - Doppio                                       | Lesley Charles Glynis Coles 7-5 6-3                 | Katalin Borka Judith Szorenyi |               |                     |

### Aprile
| Settimana | Torneo                                                                                           | Vincitore                                                                  | Finalista                                       | Semifinalisti | Eliminati ai quarti |
| --------- | ------------------------------------------------------------------------------------------------ | -------------------------------------------------------------------------- | ----------------------------------------------- | ------------- | ------------------- |
| aprile    | Montana Invitational 1972 Montana, Svizzera Singolare - Doppio                                   | Lesley Hunt                                                                | Alena Palmeova-West                             |               |                     |
| aprile    | Montana Invitational 1972 Montana, Svizzera Singolare - Doppio                                   |                                                                            |                                                 |               |                     |
| 1º aprile | Israel Invitation 1972 Be'er Sheva, Israele Terra rossa Singolare - Doppio                       | Kora Schediwy 6-2 6-2                                                      | Janine Whyte                                    |               |                     |
| 1º aprile | Israel Invitation 1972 Be'er Sheva, Israele Terra rossa Singolare - Doppio                       | Vicki Lancaster Mandy Morgan 7-5 6-2                                       | Kora Schediwy Janine Schmahmann                 |               |                     |
| 2 aprile  | Hong Kong Hard Court Championships 1972 Hong Kong, Hong Kong Terra rossa Singolare - Doppio      | Hideko Goto 6-1 6-2                                                        | H Murakami                                      |               |                     |
| 2 aprile  | Hong Kong Hard Court Championships 1972 Hong Kong, Hong Kong Terra rossa Singolare - Doppio      | Soon-Oh Lee Mei-Ok Lee 7-5 9-7                                             | Hideko Goto H Murakami                          |               |                     |
| 2 aprile  | Hong Kong Hard Court Championships 1972 Hong Kong, Hong Kong Terra rossa Singolare - Doppio      | Doppio misto: Soon-Oh Lee Colin Dibley 6-4 6-4                             | Misako Murikami Toshio Sakai                    |               |                     |
| 2 aprile  | San Luis Potosí International 1972 San Luis Potosí, Messico Terra rossa Singolare - Doppio       | Becky Vest 6-3 6-8 6-3                                                     | Gina Diaz Ponce                                 |               |                     |
| 2 aprile  | San Luis Potosí International 1972 San Luis Potosí, Messico Terra rossa Singolare - Doppio       | Gina Diaz Ponce Lourdes Diaz Ponce 6-4 6-1                                 | Cecelia Rosado Teresa Salvidea                  |               |                     |
| 3 aprile  | WTA Monte Carlo 1972 Monte Carlo, Monaco Terra rossa Singolare - Doppio                          | Ingrid Lofdahl-Bentzer 7-5 6-3                                             | Helga Niessen Masthoff                          |               |                     |
| 3 aprile  | WTA Monte Carlo 1972 Monte Carlo, Monaco Terra rossa Singolare - Doppio                          | Lucia Bassi Lea Pericoli 6-4 6-4                                           | Ol'ga Morozova Helga Niessen Masthoff           |               |                     |
| 3 aprile  | WTA Monte Carlo 1972 Monte Carlo, Monaco Terra rossa Singolare - Doppio                          | Doppio misto: Ol'ga Morozova Jan Kukal 6-4 6-4                             | Lea Pericoli Giordano Maioli                    |               |                     |
| 3 aprile  | Los Monteros Tennis Club Easter Tourney 1972 Marbella, Spagna Terra rossa Singolare - Doppio     | Jenny Staley Hoad 6-1 6-0                                                  | Dottie Knode                                    |               |                     |
| 3 aprile  | Los Monteros Tennis Club Easter Tourney 1972 Marbella, Spagna Terra rossa Singolare - Doppio     |                                                                            |                                                 |               |                     |
| 4 aprile  | Southport Hard Court Championships 1972 Southport, Gran Bretagna Terra rossa Singolare - Doppio  | Veronica Burton 6-1 6-3                                                    | Shirley Bloomer-Brasher                         |               |                     |
| 4 aprile  | Southport Hard Court Championships 1972 Southport, Gran Bretagna Terra rossa Singolare - Doppio  | Veronica Burton Shirley Bloomer-Brasher 6-4 3-6 6-4                        | Lindsay Blachford                               |               |                     |
| 4 aprile  | Tally Ho! 1972 Birmingham, Gran Bretagna Terra rossa Singolare - Doppio                          | Lesley Charles 6-1 3-6 6-2                                                 | Cherry Panton                                   |               |                     |
| 4 aprile  | Tally Ho! 1972 Birmingham, Gran Bretagna Terra rossa Singolare - Doppio                          |                                                                            |                                                 |               |                     |
| 5 aprile  | Israel Spring International 1972 Tel Aviv, Israele Terra rossa Singolare - Doppio                | Vicki Lancaster 7-5 6-3                                                    | Mandy Morgan                                    |               |                     |
| 5 aprile  | Israel Spring International 1972 Tel Aviv, Israele Terra rossa Singolare - Doppio                | Vicki Lancaster Mandy Morgan 6-7 6-3 6-1                                   | Kora Schediwy Janine Schmahmann                 |               |                     |
| 5 aprile  | Israel Spring International 1972 Tel Aviv, Israele Terra rossa Singolare - Doppio                | Doppio misto: Janine Whyte Ken Weatherley 6-3 7-6                          | Mandy Morgan Ian Fletcher                       |               |                     |
| 8 aprile  | Haifa Invitation 1972 Haifa, Israele Terra rossa Singolare - Doppio                              | Vicki Lancaster 6-3 3-6 9-7                                                | Kora Schediwy                                   |               |                     |
| 8 aprile  | Haifa Invitation 1972 Haifa, Israele Terra rossa Singolare - Doppio                              |                                                                            |                                                 |               |                     |
| 9 aprile  | Cannes Lawn Tennis Club Championships 1972 Cannes, Francia Terra rossa Singolare - Doppio        | Odile De Roubin 4-6 6-0 6-2                                                | Judith Szorenyi                                 |               |                     |
| 9 aprile  | Cannes Lawn Tennis Club Championships 1972 Cannes, Francia Terra rossa Singolare - Doppio        |                                                                            |                                                 |               |                     |
| 16 aprile | Madrid Tennis Grand Prix 1972 (Melia Trophy) Madrid, Spagna Terra rossa Singolare - Doppio       | Linda Tuero 6-3 6-1                                                        | Alena Palmeova-West                             |               |                     |
| 16 aprile | Madrid Tennis Grand Prix 1972 (Melia Trophy) Madrid, Spagna Terra rossa Singolare - Doppio       | Ingrid Lofdahl-Bentzer Christina Sandberg 7-6 6-4                          | Fiorella Bonicelli María-Isabel Fernández       |               |                     |
| 16 aprile | River Plate Championships 1972 Buenos Aires, Argentina Singolare - Doppio                        | Ines Roget 4-6 6-4 6-3                                                     | Graciela Moran                                  |               |                     |
| 16 aprile | River Plate Championships 1972 Buenos Aires, Argentina Singolare - Doppio                        |                                                                            |                                                 |               |                     |
| 16 aprile | Torneo di Beaulieu 1972 Beaulieu-sur-Mer, Francia Terra rossa Singolare - Doppio                 | Monique Di Maso 8-6 7-5                                                    | Zell Ambrus                                     |               |                     |
| 16 aprile | Torneo di Beaulieu 1972 Beaulieu-sur-Mer, Francia Terra rossa Singolare - Doppio                 |                                                                            |                                                 |               |                     |
| 16 aprile | Spring Invitational 1972 Tashkent, Unione Sovietica Singolare - Doppio                           | Ol'ga Morozova 6-2 6-0                                                     | Yevgenyia Biryukova                             |               |                     |
| 16 aprile | Spring Invitational 1972 Tashkent, Unione Sovietica Singolare - Doppio                           | Ol'ga Morozova Zaiga Yansone 5-7 6-3 11-9                                  | Yevgenyia Biryukova Marina Krošina              |               |                     |
| 22 aprile | Cumberland Hard Court Championships 1972 Hampstead, Gran Bretagna Terra rossa Singolare - Doppio | Glynis Coles-Bond 8-6 6-4                                                  | Patti Hogan                                     |               |                     |
| 22 aprile | Cumberland Hard Court Championships 1972 Hampstead, Gran Bretagna Terra rossa Singolare - Doppio | Lesley Charles Jackie Fayter-Hough 6-0 9-7                                 | Patricia Coleman-Gregg Wendy Turnbull           |               |                     |
| 23 aprile | Catania Open 1972 Catania, Italia Terra rossa Singolare - Doppio                                 | Evelyne Terras 6-2 6-1                                                     | Rosalba Vido                                    |               |                     |
| 23 aprile | Catania Open 1972 Catania, Italia Terra rossa Singolare - Doppio                                 |                                                                            |                                                 |               |                     |
| 23 aprile | Nice Lawn Tennis Club Championships 1972 Nizza, Francia Terra rossa Singolare - Doppio           | Helga Niessen Masthoff 6-1 6-4                                             | Linda Tuero                                     |               |                     |
| 23 aprile | Nice Lawn Tennis Club Championships 1972 Nizza, Francia Terra rossa Singolare - Doppio           | Gail Sherriff Chanfreau Lovera Katja Burgemeister Ebbinghaus 11-9 9-11 6-4 | Helga Niessen Masthoff Heide Schildeknecht-Orth |               |                     |
| 23 aprile | Nice Lawn Tennis Club Championships 1972 Nizza, Francia Terra rossa Singolare - Doppio           | Doppio misto: Gail Sherriff Chanfreau Lovera Frew McMillan 6-3 6-2         | Daniela Marzano Pietro Marzano                  |               |                     |
| 23 aprile | Northern California Sectionals Championships 1972 San Francisco, USA Cemento Singolare - Doppio  | Brenda Garcia 3-6 6-3 6-3                                                  | Kate Latham                                     |               |                     |
| 23 aprile | Northern California Sectionals Championships 1972 San Francisco, USA Cemento Singolare - Doppio  |                                                                            |                                                 |               |                     |
| 29 aprile | Norwich Tournament 1972 Norwich, Gran Bretagna Terra rossa Singolare - Doppio                    | Wendy Turnbull 9-8 6-4                                                     | Lesley Charles                                  |               |                     |
| 29 aprile | Norwich Tournament 1972 Norwich, Gran Bretagna Terra rossa Singolare - Doppio                    | Patti Hogan Cherry Panton 6-4 3-6 6-3                                      | Patricia Coleman-Gregg Wendy Turnbull           |               |                     |

### Maggio
| Settimana | Torneo                                                                                                   | Vincitore                                           | Finalista                          | Semifinalisti | Eliminati ai quarti |
| --------- | --- | --------------------------------------------------- | ---------------------------------- | ------------- | ------------------- |
| 1º maggio | Ojai Valley Championships 1972 Ojai, USA Cemento Singolare - Doppio                                      | Janice Metcalf 2-6 7-5 6-3                          | Laurie Tenney                      |               |                     |
| 1º maggio | Ojai Valley Championships 1972 Ojai, USA Cemento Singolare - Doppio                                      | Pat Bostrom Janice Metcalf 6-2 6-7 6-4              | P Farmer Ann Lebedeff              |               |                     |
| 1º maggio | Spanish Invitational 1972 Tarrasa, Spagna Terra rossa Singolare - Doppio                                 | Alena Palmeova-West 6-3 6-4                         | Marilyn Pryde-Lawrence             |               |                     |
| 1º maggio | Spanish Invitational 1972 Tarrasa, Spagna Terra rossa Singolare - Doppio                                 |                                                     |                                    |               |                     |
| 1º maggio | French Pro Championships 1972 Parigi, Francia Singolare - Doppio                                         | Rosie Darmon 6-2 6-4                                | Jacqueline Le Boubennec            |               |                     |
| 1º maggio | French Pro Championships 1972 Parigi, Francia Singolare - Doppio                                         |                                                     |                                    |               |                     |
| 6 maggio  | Sutton Hard Court Championships 1972 Sutton, Gran Bretagna Terra rossa Singolare - Doppio                | Winnie Shaw 7-5 6-3                                 | Patricia Coleman-Gregg             |               |                     |
| 6 maggio  | Sutton Hard Court Championships 1972 Sutton, Gran Bretagna Terra rossa Singolare - Doppio                | Winnie Shaw Joyce Barclay-Williams-Hume 4-6 6-3 6-4 | Brenda Kirk Daphne Pattison        |               |                     |
| 7 maggio  | California State Championships 1972 Portala Valley, USA Cemento Singolare - Doppio                       | Brenda Garcia 6-4 6-4                               | Kate Latham                        |               |                     |
| 7 maggio  | California State Championships 1972 Portala Valley, USA Cemento Singolare - Doppio                       | Cathy Anderson Kate Latham 6-2 6-3                  | D Belchios Anne Cohen              |               |                     |
| 7 maggio  | Glenwood Manor Invitational 1972 Overland Park, USA Singolare - Doppio                                   | Pam Richmond 6-4 4-6 6-4                            | Jane Stratton                      |               |                     |
| 7 maggio  | Glenwood Manor Invitational 1972 Overland Park, USA Singolare - Doppio                                   | Ann Kiyomura Jane Stratton                          | Carol Hanks-Aucamp Daryl Gralka    |               |                     |
| 14 maggio | Southern California Sectionals Championships 1972 Los Angeles, USA Cemento Singolare - Doppio            | Marita Redondo 6-1 7-6                              | Janet Newberry                     |               |                     |
| 14 maggio | Southern California Sectionals Championships 1972 Los Angeles, USA Cemento Singolare - Doppio            | Marita Redondo Laurie Tenney 7-6 6-4                | Maricaye Christenson Judy Dixon    |               |                     |
| 14 maggio | Stuttgart Tournament 1972 Stoccarda, Germania Terra rossa Singolare - Doppio                             | Linda Tuero 6-1 6-4                                 | Alena Palmeova-West                |               |                     |
| 14 maggio | Stuttgart Tournament 1972 Stoccarda, Germania Terra rossa Singolare - Doppio                             |                                                     |                                    |               |                     |
| 15 maggio | Surrey Hard Court Championships 1972 Guildford, Gran Bretagna Ceento Singolare - Doppio                  | Evonne Goolagong 6-4, 6-3                           | Joyce Barclay                      |               |                     |
| 15 maggio | Surrey Hard Court Championships 1972 Guildford, Gran Bretagna Ceento Singolare - Doppio                  | Evonne Goolagong Helen Gourlay 6-2, 6-1             | Winnie Shaw Joyce Barclay          |               |                     |
| 15 maggio | Surrey Hard Court Championships 1972 Guildford, Gran Bretagna Ceento Singolare - Doppio                  | Doppio misto: Evonne Goolagong Kim Warwick 6-3 6-4  | Helen Gourlay Hank Irvine          |               |                     |
| 20 maggio | Torneo di Lee-on-Solent 1972 Lee-on-the-Solent, Gran Bretagna Terra rossa Singolare - Doppio             | Fiorella Bonicelli 6-1 6-4                          | Susan Minford                      |               |                     |
| 20 maggio | Torneo di Lee-on-Solent 1972 Lee-on-the-Solent, Gran Bretagna Terra rossa Singolare - Doppio             |                                                     |                                    |               |                     |
| 27 maggio | Rothmans Connaught Hard Court Championships 1972 Chingford, Gran Bretagna Terra rossa Singolare - Doppio | Cyntia Doerner-Seiler 7-5 7-5                       | Wendy Appleby                      |               |                     |
| 27 maggio | Rothmans Connaught Hard Court Championships 1972 Chingford, Gran Bretagna Terra rossa Singolare - Doppio | Wendy Appleby Pam O'Shaughnessy 6-4 7-5             | Mimi Wikstedt Margareta Strandberg |               |                     |
| 29 maggio | Tulsa Clay Court Championships 1972 Tulsa, USA Terra rossa Singolare - Doppio                            | Lisa Fleming 6-4 6-2                                | Kathy Kraft                        |               |                     |
| 29 maggio | Tulsa Clay Court Championships 1972 Tulsa, USA Terra rossa Singolare - Doppio                            | Ann Kiyomura Kathy Kraft 6-3 6-2                    | Gina Diaz Ponce Lourdes Diaz Ponce |               |                     |

### Giugno
| Settimana | Torneo                                                                                | Vincitore                                          | Finalista                           | Semifinalisti | Eliminati ai quarti |
| --------- | ------------------------------------------------------------------------------------- | -------------------------------------------------- | ----------------------------------- | ------------- | ------------------- |
| 1º giugno | Mountain View Tournament 1972 Mountain View, USA Singolare - Doppio                   | Kate Latham 1-6 6-1 6-1                            | Marcy O'Keefe                       |               |                     |
| 1º giugno | Mountain View Tournament 1972 Mountain View, USA Singolare - Doppio                   |                                                    |                                     |               |                     |
| 3 giugno  | Torneo di Lytham St Annes 1972 Lytham St Annes, Gran Bretagna Erba Singolare - Doppio | Mandy Morgan 6-2 6-1                               | Beverley Vercoe                     |               |                     |
| 3 giugno  | Torneo di Lytham St Annes 1972 Lytham St Annes, Gran Bretagna Erba Singolare - Doppio | Patricia Billing Janine Whyte 6-2 1-6 6-4          | Jill Cooper Beverley Vercoe         |               |                     |
| 3 giugno  | Surrey Grass Court Championships 1972 Surbiton, Gran Bretagna Erba Singolare - Doppio | Joyce Barclay-Williams-Hume 6-4 6-3                | Patti Hogan                         |               |                     |
| 3 giugno  | Surrey Grass Court Championships 1972 Surbiton, Gran Bretagna Erba Singolare - Doppio | Evonne Goolagong Helen Gourlay 6-2, 6-1            | Kristien Kemmer Joyce Barclay       |               |                     |
| 4 giugno  | Eastern Womens Hard Court Championships 1972 Woodbury, USA Cemento Singolare - Doppio | Marjorie Gengler 3-6 6-3 6-3                       | Louise Gonnerman                    |               |                     |
| 4 giugno  | Eastern Womens Hard Court Championships 1972 Woodbury, USA Cemento Singolare - Doppio | Louise Gengler Marjorie Gengler 7-6 6-4            | Marilyn Aschner Louise Gonnerman    |               |                     |
| 5 giugno  | Nottingham John Player Round Robin 1972 Nottingham, Gran Bretagna Erba Singolare      | Billie Jean King Evonne Goolagong titolo condiviso |                                     |               |                     |
| 10 giugno | Torneo di Chichester 1972 Chichester, Gran Bretagna Erba Singolare - Doppio           | Karen Krantzcke Betty Stöve titolo condiviso       |                                     |               |                     |
| 10 giugno | Torneo di Chichester 1972 Chichester, Gran Bretagna Erba Singolare - Doppio           |                                                    |                                     |               |                     |
| 10 giugno | Northern Championships 1972 Manchester, Gran Bretagna Erba Singolare - Doppio         | Patti Hogan 6-2 6-3                                | Esme Emanuel                        |               |                     |
| 10 giugno | Northern Championships 1972 Manchester, Gran Bretagna Erba Singolare - Doppio         | Brenda Kirk Ilana Kloss 6-1 6-3                    | Esme Emanuel Cecilia Martinez       |               |                     |
| 10 giugno | Nottingham John Player 1972 Nottingham, Gran Bretagna Erba Singolare - Doppio         | Jill Cooper 2-6 6-1 6-4                            | Pam Teeguarden                      |               |                     |
| 10 giugno | Nottingham John Player 1972 Nottingham, Gran Bretagna Erba Singolare - Doppio         |                                                    |                                     |               |                     |
| 11 giugno | Blue and Gray Championships 1972 Montgomery, USA Singolare - Doppio                   | Pat Bostrom 6-4 6-2                                | Bev Barger                          |               |                     |
| 11 giugno | Blue and Gray Championships 1972 Montgomery, USA Singolare - Doppio                   | Mary Hotchkiss J Talbot 6-3 6-2                    | Pat Garcia D Parker                 |               |                     |
| 17 giugno | Kent Championships 1972 Beckenham, Gran Bretagna Erba Singolare - Doppio              | Ol'ga Morozova 6-4 6-1                             | Jill Cooper                         |               |                     |
| 17 giugno | Kent Championships 1972 Beckenham, Gran Bretagna Erba Singolare - Doppio              | Ol'ga Morozova Sharon Walsh 8-6 6-1                | Laura DuPont Mona Schallau Guerrant |               |                     |
| 17 giugno | Merseyside Tournament 1972 Merseyside, Gran Bretagna Erba Singolare - Doppio          | Marilyn Tesch 6-2 6-4                              | Robyn Hunt-Legge                    |               |                     |
| 17 giugno | Merseyside Tournament 1972 Merseyside, Gran Bretagna Erba Singolare - Doppio          | Robyn Knobel Margaret Tesch 5-7 6-4 6-3            | Lindsay Beaven Beverley Vercoe      |               |                     |
| 17 giugno | Torneo di Halifax 1972 Halifax, Canada Erba Singolare - Doppio                        | Lynn Montgomery 6-3 6-4                            | Annette Steenkamp                   |               |                     |
| 17 giugno | Torneo di Halifax 1972 Halifax, Canada Erba Singolare - Doppio                        |                                                    |                                     |               |                     |
| 24 giugno | International Women's Open 1972 Eastbourne, Gran Bretagna Erba Singolare - Doppio     | Françoise Dürr 8-6 6-3                             | Judy Tegart-Dalton                  |               |                     |
| 24 giugno | International Women's Open 1972 Eastbourne, Gran Bretagna Erba Singolare - Doppio     | Lesley Hunt Betty Stöve 6-4 6-8 6-3                | Judy Tegart-Dalton Françoise Dürr   |               |                     |
| 24 giugno | Queen's Club Championships 1972 Londra, Gran Bretagna Erba Singolare - Doppio         | Chris Evert 6-4, 6-0                               | Karen Krantzcke                     |               |                     |
| 24 giugno | Queen's Club Championships 1972 Londra, Gran Bretagna Erba Singolare - Doppio         | Rosie Casals Billie Jean King 5-7, 6-0, 6-2        | Brenda Kirk Pat Walkden             |               |                     |
| 25 giugno | Cassel Tournament 1972 Kassel, Germania Singolare - Doppio                            | Heidrun Scholze 7-5 ritiro                         | Almut Gfroerer                      |               |                     |
| 25 giugno | Cassel Tournament 1972 Kassel, Germania Singolare - Doppio                            |                                                    |                                     |               |                     |

### Luglio
| Settimana | Torneo                                                                                        | Vincitore                                                       | Finalista                                 | Semifinalisti | Eliminati ai quarti |
| --------- | --------------------------------------------------------------------------------------------- | --------------------------------------------------------------- | ----------------------------------------- | ------------- | ------------------- |
| luglio    | Danish Outdoors Championships 1972 ?, Danimarca Singolare - Doppio                            | Gitte Grage Ejlerskov                                           |                                           |               |                     |
| luglio    | Danish Outdoors Championships 1972 ?, Danimarca Singolare - Doppio                            | Mari-Ann Bloch-Jørgensen Klougart Gitte Grage Ejlerskov         |                                           |               |                     |
| luglio    | Danish Outdoors Championships 1972 ?, Danimarca Singolare - Doppio                            | Doppio misto: Dorte Ekner Lars Elvstrøm                         |                                           |               |                     |
| luglio    | Eastern European Amateur Circuit 1972 Sofia, Bulgaria Singolare - Doppio                      | Martina Navrátilová 6-1 6-4                                     | Mariana Simionescu                        |               |                     |
| luglio    | Eastern European Amateur Circuit 1972 Sofia, Bulgaria Singolare - Doppio                      |                                                                 |                                           |               |                     |
| 2 luglio  | Torneo di Fulda 1972 Fulda, Germania Terra rossa Singolare - Doppio                           | Heide Schildeknecht-Orth 6-0 6-0                                | Alena Palmeova-West                       |               |                     |
| 2 luglio  | Torneo di Fulda 1972 Fulda, Germania Terra rossa Singolare - Doppio                           |                                                                 |                                           |               |                     |
| 2 luglio  | Czechoslovakian Championships 1972 Praga, Cecoslovacchia Terra rossa Singolare - Doppio       | Mirka Kozeluhova Bendlova 6-2 2-6 6-2                           | Mila Holubova                             |               |                     |
| 2 luglio  | Czechoslovakian Championships 1972 Praga, Cecoslovacchia Terra rossa Singolare - Doppio       | Mila Holubova Jana Pikorova 6-1 4-6 7-5                         | Zdenka Strnadova Martina Navrátilová      |               |                     |
| 2 luglio  | Southern Championships 1972 Raleigh, USA Terra rossa Singolare - Doppio                       | Jeanne Evert 6-1 6-3                                            | Becky Vest                                |               |                     |
| 2 luglio  | Southern Championships 1972 Raleigh, USA Terra rossa Singolare - Doppio                       | Janice Metcalf Jane Stratton 6-4 6-7 6-4                        | Betsy Nagelsen Patti Ann Reese            |               |                     |
| 9 luglio  | Birmingham Centenial Classic 1972 Birmingham, USA Singolare - Doppio                          | Marita Redondo 6-2 6-0                                          | Becky Vest                                |               |                     |
| 9 luglio  | Birmingham Centenial Classic 1972 Birmingham, USA Singolare - Doppio                          | Patti Ann Reese Becky Vest 1-6 6-3 6-3                          | Lourdes Diaz Ponce Marita Redondo         |               |                     |
| 10 luglio | Torneo di Travemünde 1972 Travemünde, Germania Terra rossa Singolare - Doppio                 | Helga Niessen Masthoff                                          | non conosciuta (bandiera)                 |               |                     |
| 10 luglio | Torneo di Travemünde 1972 Travemünde, Germania Terra rossa Singolare - Doppio                 |                                                                 |                                           |               |                     |
| 15 luglio | East of England Championships 1972 Felixstone, Gran Bretagna Erba Singolare - Doppio          | Patricia Coleman-Gregg 7-5 8-6                                  | Wendy Turnbull                            |               |                     |
| 15 luglio | East of England Championships 1972 Felixstone, Gran Bretagna Erba Singolare - Doppio          | Sue Mappin Wendy Slaughter 6-2 6-4                              | Patricia Coleman-Gregg Wendy Turnbull     |               |                     |
| 16 luglio | Swedish Open 1972 Båstad, Svezia Terra rossa Singolare - Doppio                               | Ingrid Lofdahl-Bentzer 2-6 6-3 8-6                              | Christina Sandberg                        |               |                     |
| 16 luglio | Swedish Open 1972 Båstad, Svezia Terra rossa Singolare - Doppio                               | Julie Anthony Kathy Blake 1-6 6-4 6-3                           | Ingrid Lofdahl-Bentzer Christina Sandberg |               |                     |
| 16 luglio | Swiss Open 1972 Gstaad, Svizzera Terra rossa Singolare - Doppio                               | Kazuko Sawamatsu 6-3 4-6 6-2                                    | Pam Teeguarden                            |               |                     |
| 16 luglio | Swiss Open 1972 Gstaad, Svizzera Terra rossa Singolare - Doppio                               | Fiorella Bonicelli María-Isabel Fernández 6-3 6-3               | Julie Heldman Pam Teeguarden              |               |                     |
| 16 luglio | US National Amateur Clay Court Championships 1972 Atlanta, USA Terra rossa Singolare - Doppio | Janice Metcalf 6-4 3-6 6-1                                      | Jeanne Evert                              |               |                     |
| 16 luglio | US National Amateur Clay Court Championships 1972 Atlanta, USA Terra rossa Singolare - Doppio | Pat Bostrom Ann Lebedeff 6-4 4-6 6-0                            | Janice Metcalf Jane Stratton              |               |                     |
| 22 luglio | Essex Championships 1972 Frinton-on-Sea, Gran Bretagna Erba Singolare - Doppio                | Lindsey Beaven 6-2 6-0                                          | Cherry Panton                             |               |                     |
| 22 luglio | Essex Championships 1972 Frinton-on-Sea, Gran Bretagna Erba Singolare - Doppio                | Lindsay Beaven Wendy Slaughter 7-5 6-4                          | Penelope Hardgrave Diane Riste            |               |                     |
| 22 luglio | Scottish Championships 1972 Edimburgo, Gran Bretagna Erba Singolare - Doppio                  | Joyce Barclay-Williams-Hume Corinne Molesworth titolo condiviso |                                           |               |                     |
| 22 luglio | Scottish Championships 1972 Edimburgo, Gran Bretagna Erba Singolare - Doppio                  |                                                                 |                                           |               |                     |
| 23 luglio | Torneo di Montana 1972 Montana, Svizzera Terra rossa Singolare - Doppio                       | Lesley Hunt 6-1 6-0                                             | Alena Palmeova-West                       |               |                     |
| 23 luglio | Torneo di Montana 1972 Montana, Svizzera Terra rossa Singolare - Doppio                       |                                                                 |                                           |               |                     |
| 23 luglio | WTA Austrian Open 1972 Kitzbühel, Austria Terra rossa Singolare - Doppio                      | Katja Burgemeister Ebbinghaus 7-5 6-3                           | Marijke Jansen-Schaar                     |               |                     |
| 23 luglio | WTA Austrian Open 1972 Kitzbühel, Austria Terra rossa Singolare - Doppio                      | Katja Burgemeister Ebbinghaus Heide Schildeknecht-Orth 6-0 6-1  | Mandy Morgan Lucia Sarno                  |               |                     |

### Agosto
| Settimana | Torneo                                                                                             | Vincitore                                                      | Finalista                                  | Semifinalisti | Eliminati ai quarti |
| --------- | -------------------------------------------------------------------------------------------------- | -------------------------------------------------------------- | ------------------------------------------ | ------------- | ------------------- |
| 1º agosto | Düsseldorf Open 1972 Düsseldorf, Germania Terra rossa Singolare - Doppio                           | Patricia Walkden-Pretorius 6-2 1-6 6-3                         | Katja Burgemeister Ebbinghaus              |               |                     |
| 1º agosto | Düsseldorf Open 1972 Düsseldorf, Germania Terra rossa Singolare - Doppio                           |                                                                |                                            |               |                     |
| 1º agosto | Dutch Open 1972 Hilversum, Paesi Bassi Terra rossa Singolare - Doppio                              | Betty Stöve 7-5 6-3                                            | Marijke Jansen-Schaar                      |               |                     |
| 1º agosto | Dutch Open 1972 Hilversum, Paesi Bassi Terra rossa Singolare - Doppio                              | Michèle Gurdal Betty Stöve 6-4 6-0                             | Lany Kaligis Lita Liem                     |               |                     |
| 1º agosto | Dutch Open 1972 Hilversum, Paesi Bassi Terra rossa Singolare - Doppio                              | Doppio misto: Betty Stöve Robert Howe 2-6 9-7 6-3              | Wendy Turnbull Colin Dibley                |               |                     |
| 1º agosto | Turkey Open 1972 Istanbul, Turchia Terra rossa Singolare - Doppio                                  | Laura Rossouw 6-8 6-2 6-4                                      | Julie Anthony                              |               |                     |
| 1º agosto | Turkey Open 1972 Istanbul, Turchia Terra rossa Singolare - Doppio                                  |                                                                |                                            |               |                     |
| 1º agosto | Top Twelve Tourney 1972 Tallinn, Unione Sovietica Terra rossa Singolare - Doppio                   | Ol'ga Morozova 6-1 6-0                                         | Zaiga Yansone                              |               |                     |
| 1º agosto | Top Twelve Tourney 1972 Tallinn, Unione Sovietica Terra rossa Singolare - Doppio                   | Ol'ga Morozova Zaiga Yansone 4-6 6-3 6-3                       | Galina Bakšeeva Anna Yeremeyeva            |               |                     |
| 5 agosto  | Northumberland Championships 1972 Newcastle upon Tyne, Gran Bretagna Singolare - Doppio            | Wendy Slaughter 7-5 6-2                                        | Sue Hole                                   |               |                     |
| 5 agosto  | Northumberland Championships 1972 Newcastle upon Tyne, Gran Bretagna Singolare - Doppio            | Sue Hole Wendy Slaughter 6-3 6-1                               | M Collingworth E Graham                    |               |                     |
| 5 agosto  | Northumberland Championships 1972 Newcastle upon Tyne, Gran Bretagna Singolare - Doppio            | Doppio misto: Sue Hole Torben Ulrich 6-2 6-3                   | Wendy Slaugher Ray Keldie                  |               |                     |
| 5 agosto  | Embassy Tournament 1972 Stourbridge, Gran Bretagna Singolare - Doppio                              | Lesley Charles 6-4 6-4                                         | Sue Mappin                                 |               |                     |
| 5 agosto  | Embassy Tournament 1972 Stourbridge, Gran Bretagna Singolare - Doppio                              |                                                                |                                            |               |                     |
| 6 agosto  | Brummana International 1972 Beirut, Libano Terra rossa Singolare - Doppio                          | Sonja Pachta 6-4 3-6 6-4                                       | Julie Anthony                              |               |                     |
| 6 agosto  | Brummana International 1972 Beirut, Libano Terra rossa Singolare - Doppio                          |                                                                |                                            |               |                     |
| 6 agosto  | Brummana International 1972 Beirut, Libano Terra rossa Singolare - Doppio                          | Doppio misto: Julie Anthony Ed Mandarino 6-4 6-2               | Sonja Pachta Byron Bertram                 |               |                     |
| 10 agosto | Sportface Satellite 1972 Middletown, USA Sintetico indoor Singolare - Doppio                       | Kathy Blake 4-6 6-1 6-1                                        | Judy Alvarez                               |               |                     |
| 10 agosto | Sportface Satellite 1972 Middletown, USA Sintetico indoor Singolare - Doppio                       |                                                                |                                            |               |                     |
| 12 agosto | Torneo di Ilkley 1972 Ilkley, Gran Bretagna Singolare - Doppio                                     | Wendy Slaughter 6-4 6-3                                        | Lesley Charles                             |               |                     |
| 12 agosto | Torneo di Ilkley 1972 Ilkley, Gran Bretagna Singolare - Doppio                                     | Lindsay Blachford Lesley Charles 1-6 6-4 6-1                   | Penny Moor Wendy Slaughter                 |               |                     |
| 12 agosto | Torneo di Ilkley 1972 Ilkley, Gran Bretagna Singolare - Doppio                                     | Doppio misto: Jenny Helliar Alan Fawcett 6-2 8-6               | Sue Hole John Yuill                        |               |                     |
| 13 agosto | European Amateur Championships 1972 Bucarest, Romania Terra rossa Singolare - Doppio               | Marina Krošina                                                 | Ol'ga Morozova                             |               |                     |
| 13 agosto | European Amateur Championships 1972 Bucarest, Romania Terra rossa Singolare - Doppio               | Ol'ga Morozova Zaiga Yansone 6-1 6-1                           | Yevgenia Biryukova Marina Krošina          |               |                     |
| 13 agosto | European Amateur Championships 1972 Bucarest, Romania Terra rossa Singolare - Doppio               | Doppio misto: Ol'ga Morozova Alex Metreveli 6-3 6-4            | Yelena Biryukova Sergej Lichačëv           |               |                     |
| 14 agosto | Ontario Open 1972 Hamilton, Canada Singolare - Doppio                                              | Janice Tindle 4-6 6-2 6-2                                      | Susan Stone                                |               |                     |
| 14 agosto | Ontario Open 1972 Hamilton, Canada Singolare - Doppio                                              |                                                                |                                            |               |                     |
| 16 agosto | Torneo di Grado 1972 Grado, Italia Terra rossa Singolare - Doppio                                  | Alena Palmeova-West 6-3 6-3                                    | Michelle Rodriguez                         |               |                     |
| 16 agosto | Torneo di Grado 1972 Grado, Italia Terra rossa Singolare - Doppio                                  |                                                                |                                            |               |                     |
| 19 agosto | Moscow International 1972 Mosca, Unione Sovietica Singolare - Doppio                               | Ol'ga Morozova 8-6 6-2                                         | Marina Krošina                             |               |                     |
| 19 agosto | Moscow International 1972 Mosca, Unione Sovietica Singolare - Doppio                               | Ol'ga Morozova Zaiga Yansone 4-6 7-5 7-5                       | Evgenia Biryukova Marina Krošina           |               |                     |
| 19 agosto | Moscow International 1972 Mosca, Unione Sovietica Singolare - Doppio                               | Doppio misto: Evgenia Biryukova Sergej Lichačëv 6-4 6-4        | Ol'ga Morozova Vladimir Korotkov           |               |                     |
| 19 agosto | US National Women's Amateur Grass Court Championships 1972 Wilmington, USA Erba Singolare - Doppio | Marita Redondo 7-6 3-6 6-2                                     | Laurie Fleming                             |               |                     |
| 19 agosto | US National Women's Amateur Grass Court Championships 1972 Wilmington, USA Erba Singolare - Doppio | Pat Bostrom Ann Lebedeff 2-6 6-3 6-1                           | Janice Metcalf Linda Rupert                |               |                     |
| 20 agosto | Dutch National Championships 1972 ?, Paesi Bassi Singolare - Doppio                                | Betty Stöve 0-6 6-1 6-2                                        | Elly Appel                                 |               |                     |
| 20 agosto | Dutch National Championships 1972 ?, Paesi Bassi Singolare - Doppio                                | Betty Stöve Madeleine Weurman 6-2 6-2                          | Ada Bakker Marijke Schaar                  |               |                     |
| 20 agosto | German Closed Championships 1972 Braunschweig, Germania Terra rossa Singolare - Doppio             | Helga Niessen Masthoff 6-1 5-7 6-4                             | Katja Burgemeister Ebbinghaus              |               |                     |
| 20 agosto | German Closed Championships 1972 Braunschweig, Germania Terra rossa Singolare - Doppio             | Helga Niessen Masthoff Heide Schildknecht Orth 6-2 6-2         | Burgemeister Ebbinghaus Edith Winkens      |               |                     |
| 20 agosto | German Closed Championships 1972 Braunschweig, Germania Terra rossa Singolare - Doppio             | Doppio misto: Niessen Masthoff Hans-Jürgen Pohmann 6-0 1-6 6-2 | Heide Schildknecht Orth Hans-Joachim Plotz |               |                     |
| 21 agosto | WTA New Jersey 1972 Orange, USA Erba Singolare - Doppio                                            | Ol'ga Morozova 6-2, 6-7, 7-5                                   | Marina Krošina                             |               |                     |
| 21 agosto | WTA New Jersey 1972 Orange, USA Erba Singolare - Doppio                                            | Marina Krošina Ol'ga Morozova 6-7, 6-2, 6-2                    | Carole Caldwell Patti Hogan                |               |                     |
| 21 agosto | Pennsylvanian Championships 1972 Merion, USA Erba Singolare - Doppio                               | Virginia Wade 6-4, 6-1                                         | Carrie Fleming                             |               |                     |
| 21 agosto | Pennsylvanian Championships 1972 Merion, USA Erba Singolare - Doppio                               | Virginia Wade Sharon Walsh 7-6, 6-2                            | Brenda Kirk Pat Walkden                    |               |                     |

### Settembre
| Settimana    | Torneo                                                                                             | Vincitore                          | Finalista                     | Semifinalisti | Eliminati ai quarti |
| ------------ | -------------------------------------------------------------------------------------------------- | ---------------------------------- | ----------------------------- | ------------- | ------------------- |
| settembre    | Pörtschach International Championships 1972 Pörtschach am Wörther See, Austria Singolare - Doppio  | Katja Burgemeister Ebbinghaus      | non conosciuta (bandiera)     |               |                     |
| settembre    | Pörtschach International Championships 1972 Pörtschach am Wörther See, Austria Singolare - Doppio  |                                    |                               |               |                     |
| settembre    | Sydney Metropolitan Hard Court Championships 1972 Sydney, Australia Terra rossa Singolare - Doppio | Jenny Walker 6-3 6-0               | Dianne Fromholtz              |               |                     |
| settembre    | Sydney Metropolitan Hard Court Championships 1972 Sydney, Australia Terra rossa Singolare - Doppio |                                    |                               |               |                     |
| 1º settembre | Torneo di St Moritz 1972 Sankt Moritz, Svizzera Terra rossa Singolare - Doppio                     | Winnie Shaw 6-1 6-0                | Jackie Fayter-Hough           |               |                     |
| 1º settembre | Torneo di St Moritz 1972 Sankt Moritz, Svizzera Terra rossa Singolare - Doppio                     |                                    |                               |               |                     |
| 1º settembre | Marlboro Concurso 1972 Santander, Spagna Terra rossa Singolare - Doppio                            | Florence Guedy 6-4 6-4             | Ana-Maria Estalella           |               |                     |
| 1º settembre | Marlboro Concurso 1972 Santander, Spagna Terra rossa Singolare - Doppio                            | Silvia Blume Carmen Perea-Alcala   | Bustemante Errandonea         |               |                     |
| 2 settembre  | Torneo di Budleigh Salteron 1972 Budleigh Salterton, Gran Bretagna Singolare - Doppio              | Cherry Panton 8-6 6-3              | Sue Barker                    |               |                     |
| 2 settembre  | Torneo di Budleigh Salteron 1972 Budleigh Salterton, Gran Bretagna Singolare - Doppio              |                                    |                               |               |                     |
| 4 settembre  | Santa Monica Tournament 1972 Santa Monica, USA Singolare - Doppio                                  | Betty Ann Hansen 6-4 6-2           | Mimi Henreid                  |               |                     |
| 4 settembre  | Santa Monica Tournament 1972 Santa Monica, USA Singolare - Doppio                                  | Jan Hasse Doreen Irish 6-3 3-6 6-4 | Sue Hagey Sue Wright          |               |                     |
| 10 settembre | Salonika International 1972 Salonicco, Grecia Terra rossa Singolare - Doppio                       | Marilyn Tesch 6-2 2-6 6-3          | Janine Whyte                  |               |                     |
| 10 settembre | Salonika International 1972 Salonicco, Grecia Terra rossa Singolare - Doppio                       |                                    |                               |               |                     |
| 10 settembre | Saga Bay Mini Grand Prix of Key Biscayne 1972 Key Biscayne, USA Singolare - Doppio                 | Maria Guzman 6-4 5-7 6-4           | Ana Maria Pinto-Bravo         |               |                     |
| 10 settembre | Saga Bay Mini Grand Prix of Key Biscayne 1972 Key Biscayne, USA Singolare - Doppio                 |                                    |                               |               |                     |
| 17 settembre | Athens International 1972 Atene, Grecia Terra rossa Singolare - Doppio                             | Anna-Maria Nasuelli 8-6 3-6 6-0    | Marilyn Tesch                 |               |                     |
| 17 settembre | Athens International 1972 Atene, Grecia Terra rossa Singolare - Doppio                             |                                    |                               |               |                     |
| 18 settembre | Asian Invitational 1972 Singapore, Singapore Singolare - Doppio                                    | Hideko Goto 6-1 6-0                | Chen Tahutay                  |               |                     |
| 18 settembre | Asian Invitational 1972 Singapore, Singapore Singolare - Doppio                                    |                                    |                               |               |                     |
| 25 settembre | Los Angeles Open 1972 Los Angeles, USA Cemento Singolare - Doppio                                  | Marita Redondo 7-5 5-7 6-2         | Janice Metcalf                |               |                     |
| 25 settembre | Los Angeles Open 1972 Los Angeles, USA Cemento Singolare - Doppio                                  | Julie Anthony Kathy May 6-3 6-3    | Patricia Bostrom Ann Lebedeff |               |                     |
| 29 settembre | Yugoslavian International 1972 Spalato, Jugoslavia Singolare - Doppio                              | Mima Jaušovec 6-4 10-8             | Margaret Tesch                |               |                     |
| 29 settembre | Yugoslavian International 1972 Spalato, Jugoslavia Singolare - Doppio                              |                                    |                               |               |                     |

### Ottobre
| Settimana                           | Torneo                                                                                       | Vincitore                                                 | Finalista                        | Semifinalisti | Eliminati ai quarti |
| ----------------------------------- | -------------------------------------------------------------------------------------------- | --------------------------------------------------------- | -------------------------------- | ------------- | ------------------- |
| 1º ottobre                          | Saga Bay Mini Grand Prix of La Paz 1972 La Paz, Bolivia Singolare - Doppio                   | Isabel Fernandez 7-5 6-4                                  | Ana Maria Pinto-Bravo            |               |                     |
| 1º ottobre                          | Saga Bay Mini Grand Prix of La Paz 1972 La Paz, Bolivia Singolare - Doppio                   |                                                           |                                  |               |                     |
| 1º ottobre                          | USSR Championships 1972 Donec'k, Unione Sovietica Campo indoor Singolare - Doppio            | Yevgenyia Biryukova 6-3 6-3                               | Tiiu Parmas                      |               |                     |
| 1º ottobre                          | USSR Championships 1972 Donec'k, Unione Sovietica Campo indoor Singolare - Doppio            | Ol'ga Morozova Zaiga Yansone 6-3 6-3                      | Anna Ivanova Yevgenia Izopaitus  |               |                     |
| 1º ottobre                          | Israel International 1972 Tel Aviv, Israele Singolare - Doppio                               | Janine Schmahmann 6-3 6-1                                 | Mara Mintz                       |               |                     |
| 1º ottobre                          | Israel International 1972 Tel Aviv, Israele Singolare - Doppio                               | Janine Schmahmann Tamar Sendik 6-4 5-7 7-6                | Tova Epstein Kay G               |               |                     |
| 1º ottobre                          | Campionati italiani assoluti di tennis 1972 Roma, Italia Singolare - Doppio                  | Lucia Bassi walkover                                      | Maria Nasuelli                   |               |                     |
| 1º ottobre                          | Campionati italiani assoluti di tennis 1972 Roma, Italia Singolare - Doppio                  | Lucia Bassi Monica Giorgi walkover                        | Maria Nasuelli Lea Pericoli      |               |                     |
| 1º ottobre                          | Rumanian National Championships 1972 Cluj-Napoca, Romania Singolare - Doppio                 | Judith Gohn 4-6 7-5 6-4                                   | Virginia Ruzici                  |               |                     |
| 1º ottobre                          | Rumanian National Championships 1972 Cluj-Napoca, Romania Singolare - Doppio                 | Virginia Ruzici Mariana Simionescu 4-6 7-5 6-4            | Felicia Bucur Judith Gohn        |               |                     |
| 1º ottobre                          | Eastern Suburb Hard Court Open 1972 Sydney, Australia Singolare - Doppio                     | Kathy Walker 2-6 6-1 6-0                                  | Norma Marsh                      |               |                     |
| 1º ottobre                          | Eastern Suburb Hard Court Open 1972 Sydney, Australia Singolare - Doppio                     |                                                           |                                  |               |                     |
|                                     | French National Closed Championships 1972 Aix-en-Provence, Francia Singolare - Doppio        | Gail Chanfreau 6-2 6-1                                    | Nathalie Fuchs                   |               |                     |
| Gail Chanfreau Rosie Darmon 7-5 6-0 | French National Closed Championships 1972 Aix-en-Provence, Francia Singolare - Doppio        | Nathalie Fuchs Odile de Roubin                            |                                  |               |                     |
| 8 ottobre                           | Saga Bay Mini Grand Prix of Vina Del Mar 1972 Viña del Mar, Cile Singolare - Doppio          | Isabel Fernandez 6-4 6-4                                  | Maria Guzman                     |               |                     |
| 8 ottobre                           | Saga Bay Mini Grand Prix of Vina Del Mar 1972 Viña del Mar, Cile Singolare - Doppio          |                                                           |                                  |               |                     |
| 15 ottobre                          | Saga Bay Mini Grand Prix of Bogota 1972 Bogotà, Colombia Singolare - Doppio                  | Isabel Fernandez 6-4 6-3                                  | Maria Guzman                     |               |                     |
| 15 ottobre                          | Saga Bay Mini Grand Prix of Bogota 1972 Bogotà, Colombia Singolare - Doppio                  | Isabel Fernandez Elsa Rodriguez 6-1 6-1                   | Mary McLean Becky Vest           |               |                     |
| 15 ottobre                          | Sydney Metropolitan Grass Court Championships 1972 Sydney, Australia Erba Singolare - Doppio | Gai Healey 4-6 6-3 6-0                                    | Chris O'Neil                     |               |                     |
| 15 ottobre                          | Sydney Metropolitan Grass Court Championships 1972 Sydney, Australia Erba Singolare - Doppio |                                                           |                                  |               |                     |
| 16 ottobre                          | Barcelona Ladies Open 1972 Barcellona, Spagna Terra rossa Singolare - Doppio                 | Gail Sherriff 6-1, 6-4                                    | Nathalie Fuchs                   |               |                     |
| 16 ottobre                          | Barcelona Ladies Open 1972 Barcellona, Spagna Terra rossa Singolare - Doppio                 | Gail Sherriff Nathalie Fuchs 6-4, 6-2                     | Michèle Gurdal Monique Van Haver |               |                     |
| 17 ottobre                          | Billingham Cup 1972 Billingham, Gran Bretagna Sintetico indoor Singolare - Doppio            | Margaret Smith Court 7-5, 6-1                             | Julie Heldman                    |               |                     |
| 17 ottobre                          | Billingham Cup 1972 Billingham, Gran Bretagna Sintetico indoor Singolare - Doppio            | Margaret Smith Court Virginia Wade 6-3, 6-2               | Patti Hogan Sharon Walsh         |               |                     |
| 21 ottobre                          | Florida State Closed Championships 1972 Delray Beach, USA Singolare - Doppio                 | Betsy Nagelsen walkover                                   | Jeanne Evert                     |               |                     |
| 21 ottobre                          | Florida State Closed Championships 1972 Delray Beach, USA Singolare - Doppio                 | Ann Goldman Arlene Karasick 1-6 6-2 6-2                   | E Brackett Rayni Fox             |               |                     |
| 22 ottobre                          | South Coast Championships 1972 Southport, Australia Singolare - Doppio                       | Wendy Turnbull 6-2 6-2                                    | Sally Arnott                     |               |                     |
| 22 ottobre                          | South Coast Championships 1972 Southport, Australia Singolare - Doppio                       |                                                           |                                  |               |                     |
| 23 ottobre                          | Rhodesian National Championships 1972 ?, Rhodesia Singolare - Doppio                         | Ilana Kloss 6-0 6-4                                       | Maryna Godwin Proctor            |               |                     |
| 23 ottobre                          | Rhodesian National Championships 1972 ?, Rhodesia Singolare - Doppio                         | Ilana Kloss Weimer 6-2 6-1                                | Mckenzie Maryna Godwin Proctor   |               |                     |
| 24 ottobre                          | Hong Kong Grass Court Championships 1972 Hong Kong, Hong Kong Erba Singolare - Doppio        | Kazuko Sawamatsu 6-2 6-3                                  | Alena Palmeova-West              |               |                     |
| 24 ottobre                          | Hong Kong Grass Court Championships 1972 Hong Kong, Hong Kong Erba Singolare - Doppio        | Hideko Goto Kazuko Sawamatsu 6-2 6-3                      | F Taylor Alena Plameova-West     |               |                     |
| 24 ottobre                          | Hong Kong Grass Court Championships 1972 Hong Kong, Hong Kong Erba Singolare - Doppio        | Doppio misto: Kazuko Sawamatsu Jun Kamiwazumi 6-2 0-6 6-3 | Greta Ho Tao Luu                 |               |                     |
| 24 ottobre                          | Edinburgh Cup 1972 Edimburgo, Gran Bretagna Sintetico indoor Singolare - Doppio              | Margaret Court 6-3, 3-6, 7-5                              | Virginia Wade                    |               |                     |
| 24 ottobre                          | Edinburgh Cup 1972 Edimburgo, Gran Bretagna Sintetico indoor Singolare - Doppio              | Margaret Court Virginia Wade 6-2, 6-3                     | Julie Heldman Betty Stöve        |               |                     |
| 29 ottobre                          | Indonesian National Championships 1972 ?, Indonesia Singolare - Doppio                       | Lany Kaligis 7-5 5-7 7-5                                  | Lita Liem                        |               |                     |
| 29 ottobre                          | Indonesian National Championships 1972 ?, Indonesia Singolare - Doppio                       | Rooshartati Yolanda Sumarno 7-6 1-6 6-3                   | Ko Bosoon Kyung Shin             |               |                     |
| 29 ottobre                          | Victorian Hard Court Championships 1972 Melbourne, Australia Singolare - Doppio              | Janet Young 6-3 6-0                                       | Maureen McCalman                 |               |                     |
| 29 ottobre                          | Victorian Hard Court Championships 1972 Melbourne, Australia Singolare - Doppio              |                                                           |                                  |               |                     |
| 31 ottobre                          | South American Championships 1972 Guayaquil, Ecuador Singolare - Doppio                      | Fiorella Bonicelli 6-8 6-3 6-0                            | María-Isabel Fernández           |               |                     |
| 31 ottobre                          | South American Championships 1972 Guayaquil, Ecuador Singolare - Doppio                      |                                                           |                                  |               |                     |
| 31 ottobre                          | Aberavon Cup 1972 Aberavon, Gran Bretagna Sintetico indoor Singolare - Doppio                | Margaret Smith Court 6-3, 6-4                             | Virginia Wade                    |               |                     |
| 31 ottobre                          | Aberavon Cup 1972 Aberavon, Gran Bretagna Sintetico indoor Singolare - Doppio                | Margaret Smith Court Virginia Wade 6-0, 6-3               | Julie Heldman Betty Stöve        |               |                     |

### Novembre
| Settimana   | Torneo                                                                                           | Vincitrice                                  | Finalista                      | Semifinaliste | Eliminate ai quarti |
| ----------- | ------------------------------------------------------------------------------------------------ | ------------------------------------------- | ------------------------------ | ------------- | ------------------- |
| novembre    | Japan Open Tennis Championships 1972 Tokyo, Giappone Singolare - Doppio                          | Kazuko Sawamatsu 6-3 6-0                    | Alena Palmeova-West            |               |                     |
| novembre    | Japan Open Tennis Championships 1972 Tokyo, Giappone Singolare - Doppio                          |                                             |                                |               |                     |
| 5 novembre  | Citrus Bowl Invitation 1972 Vero Beach, USA Singolare - Doppio                                   | Judy Alvarez 4-6 6-2 6-2                    | Margie Cooper                  |               |                     |
| 5 novembre  | Citrus Bowl Invitation 1972 Vero Beach, USA Singolare - Doppio                                   | Judy Alvarez Margie Cooper 6-3 6-1          | Anne Beck Boesch               |               |                     |
| 6 novembre  | Torquay Cup 1972 Torquay, Gran Bretagna Sintetico indoor Singolare - Doppio                      | Margaret Smith Court 2-6, 6-3, 6-1          | Virginia Wade                  |               |                     |
| 6 novembre  | Torquay Cup 1972 Torquay, Gran Bretagna Sintetico indoor Singolare - Doppio                      | Margaret Smith Court Virginia Wade 6-4, 6-4 | Brenda Kirk Sharon Walsh       |               |                     |
| 11 novembre | Bremar Cup 1972 Londra, Gran Bretagna Sintetico indoor (Uniturf) Singolare - Doppio              | Margaret Smith Court 6-1, 6-1               | Virginia Wade                  |               |                     |
| 11 novembre | Bremar Cup 1972 Londra, Gran Bretagna Sintetico indoor (Uniturf) Singolare - Doppio              | Margaret Smith Court Virginia Wade 6-1 6-4  | Brenda Kirk Sharon Walsh       |               |                     |
| 20 novembre | Sunsmart Victorian Open 1972 (Australian HC) Melbourne, Australia Terra rossa Singolare - Doppio | Evonne Goolagong 6-7, 6-2, 6-2              | Patricia Coleman               |               |                     |
| 20 novembre | Sunsmart Victorian Open 1972 (Australian HC) Melbourne, Australia Terra rossa Singolare - Doppio | Evonne Goolagong Janet Young 2-6, 6-4, 6-3  | Patricia Coleman Sally Irvine  |               |                     |
| 27 novembre | WTA Argentine Open 1972 Buenos Aires, Argentina Terra rossa Singolare - Doppio                   | Virginia Wade 6-4, 6-1                      | Fiorella Bonicelli             |               |                     |
| 27 novembre | WTA Argentine Open 1972 Buenos Aires, Argentina Terra rossa Singolare - Doppio                   | Helga Masthoff Pam Teeguarden 7-5, 6-2      | Ana María Arias Virginia Wade  |               |                     |
| 27 novembre | Queensland Open 1972 Brisbane, Australia Erba Singolare - Doppio                                 | Evonne Goolagong 6-0, 7-5                   | Glynis Coles                   |               |                     |
| 27 novembre | Queensland Open 1972 Brisbane, Australia Erba Singolare - Doppio                                 | Evonne Goolagong Cawley Janet Fallis        | Barbara Hawcroft Marilyn Tesch |               |                     |

### Dicembre
| Settimana   | Torneo                                                                                             | Vincitore                                              | Finalista                                    | Semifinalisti | Eliminati ai quarti |
| ----------- | -------------------------------------------------------------------------------------------------- | ------------------------------------------------------ | -------------------------------------------- | ------------- | ------------------- |
| 1º dicembre | Queensland Hard Court Championships 1972 Redcliffe, Australia Terra rossa Singolare - Doppio       | Wendy Turnbull 7-5 6-4                                 | Barbara Hawcroft                             |               |                     |
| 1º dicembre | Queensland Hard Court Championships 1972 Redcliffe, Australia Terra rossa Singolare - Doppio       | Barbara Hawcroft D Kelly 6-2 6-2                       | Currell Wendy Turnbull                       |               |                     |
| 1º dicembre | Queensland Hard Court Championships 1972 Redcliffe, Australia Terra rossa Singolare - Doppio       | Doppio misto: Wendy Turnbull Malcolm Anderson          | Janet Fallis C Bothwell                      |               |                     |
| 5 dicembre  | Coupe Albert Canet 1972 Parigi, Francia Singolare - Doppio                                         | Daniele Bouteleux 6-4 2-6 6-2                          | Odile de Roubin                              |               |                     |
| 5 dicembre  | Coupe Albert Canet 1972 Parigi, Francia Singolare - Doppio                                         |                                                        |                                              |               |                     |
| 9 dicembre  | Western Australian Open dicembre 1972 Perth, Australia Erba Singolare - Doppio                     | Margaret Smith-Court 6-3 6-2                           | Evonne Goolagong Cawley                      |               |                     |
| 9 dicembre  | Western Australian Open dicembre 1972 Perth, Australia Erba Singolare - Doppio                     | Margaret Smith-Court Kazuko Sawamatsu 6-2 6-3          | Lesley Hunt Evonne Goolagong                 |               |                     |
| 9 dicembre  | South African Closed Championships 1972 Pretoria, Sudafrica Cemento Singolare - Doppio             | Pat Pretorius 5-7 7-5 6-3                              | Ilana Kloss                                  |               |                     |
| 9 dicembre  | South African Closed Championships 1972 Pretoria, Sudafrica Cemento Singolare - Doppio             |                                                        |                                              |               |                     |
| 10 dicembre | Clean Air Classic 1972 New York, USA Sintetico indoor Singolare - Doppio                           | Virginia Wade 6-3 6-3                                  | Rosie Casals                                 |               |                     |
| 10 dicembre | Clean Air Classic 1972 New York, USA Sintetico indoor Singolare - Doppio                           |                                                        |                                              |               |                     |
| 10 dicembre | Sydney Metropolitan Hard Court Championships 1972 Sydney, Australia Terra rossa Singolare - Doppio | Chris O'Neil 4-6 6-2 6-2                               | Dianne Fromholtz Balestrat                   |               |                     |
| 10 dicembre | Sydney Metropolitan Hard Court Championships 1972 Sydney, Australia Terra rossa Singolare - Doppio | Helen Crozier Gai Healey 6-2 5-7 6-4                   | Kerry Hogarth R Murphy                       |               |                     |
| 14 dicembre | Rothmans Tennis Spectacular 1972 Kingston, Giamaica Cemento indoor Singolare - Doppio              | Julie Anthony 6-3 6-4                                  | Rosie Casals                                 |               |                     |
| 14 dicembre | Rothmans Tennis Spectacular 1972 Kingston, Giamaica Cemento indoor Singolare - Doppio              |                                                        |                                              |               |                     |
| 15 dicembre | OFS Championships 1972 Bloemfontein, Sudafrica Cemento Singolare - Doppio                          | Patricia Walkden-Pretorius 2-6 6-1 6-1                 | Linky Boshoff                                |               |                     |
| 15 dicembre | OFS Championships 1972 Bloemfontein, Sudafrica Cemento Singolare - Doppio                          |                                                        |                                              |               |                     |
| 16 dicembre | South Australian Open dicembre 1972 Adelaide, Australia Erba Singolare - Doppio                    | Evonne Goolagong Cawley 6-1 6-2                        | Kerry Harris                                 |               |                     |
| 16 dicembre | South Australian Open dicembre 1972 Adelaide, Australia Erba Singolare - Doppio                    | Yevgenia Biriukova Janet Young 6-3 6-2                 | Evonne Goolagong Cawley Helen Gourlay-Cawley |               |                     |
| 23 dicembre | Western Province Championships 1972 Città del Capo, Sudafrica Cemento Singolare - Doppio           | Sharon Walsh 6-0 5-7 6-4                               | Patricia Walkden-Pretorius                   |               |                     |
| 23 dicembre | Western Province Championships 1972 Città del Capo, Sudafrica Cemento Singolare - Doppio           | Ilana Kloss Patricia Walkden-Pretorius 6-4 6-2         | Jeanine Lieffrig Sharon Walsh                |               |                     |
| 26 dicembre | Tasmanian Open dicembre 1972 Hobart, Australia Erba Singolare - Doppio                             | Lesley Charles Patricia Coleman-Gregg titolo condiviso |                                              |               |                     |
| 26 dicembre | Tasmanian Open dicembre 1972 Hobart, Australia Erba Singolare - Doppio                             |                                                        |                                              |               |                     |
| 31 dicembre | Eastern Province Championships 1972 Port Elizabeth, Sudafrica Cemento Singolare - Doppio           | Linky Boshoff 6-1 6-1                                  | Ilana Kloss                                  |               |                     |
| 31 dicembre | Eastern Province Championships 1972 Port Elizabeth, Sudafrica Cemento Singolare - Doppio           | Linky Boshoff Ilana Kloss                              | Sharon Walsh Jeanine Lieffrig                |               |                     |
| 31 dicembre | Eastern Province Championships 1972 Port Elizabeth, Sudafrica Cemento Singolare - Doppio           | Doppio misto: Sharon Walsh Hans Pohmann                |                                              |               |                     |